# Gambusia amistadensis
A Gambusia amistadensis é uma espécie extinta de pequeno peixe conhecido apenas num único lugar, a área grande e vegetativa da fonte de Goodenough no Condado de Val Verde, Texas. Aparentemente foi levado à extinção na natureza quando o seu habitat foi submerso a uma profundidade de cerca de 21 m (70 ft) pela construção do reservatório Amistad em 1968. As duas populações cativas, no sistema da Universidade do Texas e no incubatório Nacional de peixes Dexter no Novo México, mais tarde falharam através da hibridação com o peixe-mosquito relacionado e predação. A espécie foi classificada como extinta pelo Serviço Nacional dos Estados Unidos de Peixe e Vida Selvagem desde 1987, e pela IUCN desde 2013.